# O Clone
O Clone (tạm dịch: Nhân bản) là một bộ phim truyền hình thuộc thể loại telenovela của hãng truyền hình Rede Globo.

## Ê-kíp
- Phục trang: Yurika Yamasaki
- Kỹ xảo hình ảnh: Paula Souto

| Diễn viên              | Thủ vai                                         |
| ---------------------- | ----------------------------------------------- |
| Giovanna Antonelli     | Jade Rachid                                     |
| Murilo Benício         | Lucas Ferraz/Diogo Ferraz/Edvaldo Leandro (Léo) |
| Juca de Oliveira       | Augusto Albieri                                 |
| Adriana Lessa          | Deusa da Silva                                  |
| Vera Fischer           | Yvete Simas Ferraz                              |
| Reginaldo Faria        | Leônidas Ferraz (Leãozinho)                     |
| Dalton Vigh            | Said Rachid                                     |
| Daniela Escobar        | Maysa Ferraz                                    |
| Stênio Garcia          | Ali El Adib                                     |
| Eliane Giardini        | Nazira Rachid                                   |
| Letícia Sabatella      | Latiffa El Adib Rachid                          |
| Antônio Calloni        | Mohamed Rachid                                  |
| Jandira Martini        | Zoraide                                         |
| Neuza Borges           | Dalva                                           |
| Marcello Novaes        | Xande (Alexandre Cordeiro)                      |
| Débora Falabella       | Mel Ferraz                                      |
| Solange Couto          | Dona Jura Cordeiro                              |
| Cristiana Oliveira     | Alicinha (Alice Maria Ferreira das Neves)       |
| Nívea Maria            | Edna Albieri                                    |
| Cissa Guimarães        | Clarisse                                        |
| Osmar Prado            | Lobato                                          |
| Marcos Frota           | Escobar                                         |
| Victor Fasano          | Otávio Valverde (Tavinho)                       |
| Beth Goulart           | Lidiane Valverde                                |
| Luciano Szafir         | Zein                                            |
| Nívea Stelmann         | Ranya Rachid                                    |
| Thiago Fragoso         | Nando Escobar                                   |
| Viviane Victorette     | Regina da Costa (Regininha)                     |
| Raul Gazolla           | Miro                                            |
| Françoise Forton       | Simone                                          |
| Thaís Fersoza          | Telma Valverde (Telminha)                       |
| Sérgio Marone          | Cecéu                                           |
| Juliana Paes           | Karla                                           |
| Mara Manzan            | Odete                                           |
| Roberto Bonfim         | Edvaldo                                         |
| Elizângela             | Noêmia                                          |
| Sthefany Brito         | Samira El Adib Rachid                           |
| Carla Diaz             | Khadija Rachid                                  |
| Perry Salles           | Mustafá Rachid                                  |
| Sebastião Vasconcellos | Tio Abdul Rachid                                |
| Thiago Oliveira        | Amin El Adib Rachid                             |
| Carolina Macieira      | Sumaya Rachid                                   |
| Totia Meireles         | Laurinda Albuquerque                            |
| Guilherme Karan        | Raposão                                         |
| Eri Johnson            | Ligeirinho                                      |
| Myrian Rios            | Anita                                           |
| Murilo Grossi          | Júlio                                           |
| Thalma de Freitas      | Carol                                           |
| Marcelo Brou           | Pitoco                                          |
| Ruth de Souza          | Dona Mocinha da Silva                           |
| Léa Garcia             | Lola da Silva                                   |
| Francisco Cuoco        | Padre Matiolli                                  |
| Tania Alves            | Norma                                           |
| Sílvio Guindane        | Basílio                                         |
| Christiana Kalache     | Aninha                                          |
| Maria João Bastos      | Amália                                          |
| Ingra Liberato         | Amina                                           |